# Hein Vergeer
Henricus Coenradus Nicolaas Vergeer –conocido como Hein Vergeer– (Haastrecht, 2 de mayo de 1961) es un deportista neerlandés que compitió en patinaje de velocidad sobre hielo.
Ganó dos medallas de oro en el Campeonato Mundial de Patinaje de Velocidad sobre Hielo, en los años 1985 y 1986, y tres medallas en el Campeonato Europeo de Patinaje de Velocidad sobre Hielo entre los años 1985 y 1987.

## Palmarés internacional
| Campeonato Mundial | Campeonato Mundial  | Campeonato Mundial | Campeonato Mundial    |
| Año                | Lugar               | Medalla            | Prueba                |
| ------------------ | ------------------- | ------------------ | --------------------- |
| 1985               | Hamar (Noruega)     | Medalla de oro     | Clasificación general |
| 1986               | Inzell (RFA)        | Medalla de oro     | Clasificación general |
| Campeonato Europeo |                     |                    |                       |
| Año                | Lugar               | Medalla            | Prueba                |
| 1985               | Eskilstuna (Suecia) | Medalla de oro     | Clasificación general |
| 1986               | Oslo (Noruega)      | Medalla de oro     | Clasificación general |
| 1987               | Trondheim (Noruega) | Medalla de bronce  | Clasificación general |